# 나주 송제리 오층석탑
나주 송제리 오층석탑(羅州 松堤里 五層石塔)은 대한민국 전라남도 나주시 세지면 송제리에 있는 오층석탑이다. 1980년 6월 2일 전라남도의 유형문화재 제78호로 지정되었다.

## 개요
2층 기단(基壇)을 쌓고 그 위에 5층의 탑신(塔身)을 올린 석탑이다.
기단은 아무런 조각 장식이 없는 단조로운 모습이다. 홀쭉하고 높아 안정감이 없어 보이는 탑신부는 몸돌과 지붕돌은 각각 한돌로 쌓아 올렸다. 1층 몸돌은 지나치게 크고, 2층은 급격히 낮아졌다. 지붕돌은 밑면에 1층에서 4층까지는 3단, 5층은 2단의 받침을 두었고, 윗면에는 급한 경사가 흐르며, 네 귀퉁이는 높이 치켜 올라갔다.
간결하면서 단정한 이 탑은 지붕돌받침이 4∼2단으로 일정하지 않고, 처마의 네 귀퉁이가 많이 올라간점 등으로 보아 고려시대의 작품으로 추정된다.

## 송제리사지
대마산 동쪽 구릉지에 위치하고 있는 송제리사지는 탑동마을 입구에서 확인되는 송제리 오층석탑 일대로 추정된다.
현재 추정사지에는 송제리 오층석탑만이 남아 있고, 오층석탑 주변으로 경작지와 마을, 도로가 조성되어 있어 사역을 정확하게 파악할 수 없는 상태이다. 다만 송제리 오층석탑 주변 경작지 일대에서 다량의 유물이 확인되고 있다. 경작지 일대에는 두께 1.3~1.5cm의 사격자문, 두께 1.4cm 종선문, 두께 1.3cm 사선문 와편, 두께 1.3~2.0cm 어골문 와편과 청자편 등이 산포되어 있다.
현재 이 사지는 마을 조성 등으로 인해 지표면에서 유구를 확인하지 못하였으나 사지 관련 매장유구의 잔존 가능성은 높을 것으로 판단된다.

## 현지 안내문
탑이란 부처님의 사리를 봉안한 것으로 불교의 상징적인 예배의 대상이다.
원래 이 탑은 여러 부분이 부서지고 없어져 나주시에서 1978년 복원하였다. 탑의 2중기단은 전형적인 수법이 아닌 매우 단조로운 4매 판석(판자모양의 돌)로 만들었다. 그리고 그 위에 갑석(뚜껑처럼 포개어 얹은 돌)을 얹었는데 별다른 조각없이 1매 판석으로 하였고 상면 중앙에 1단의 각형괴임을 하였다. 이 탑은 1층의 탑신은 가늘고 길며, 2층 탑신부터는 급격하게 줄어 들었다. 또한 갑석의 장식은 생략했으며 층급받침이 2단으로만 표현되는 등 일부 기법상 약식화된 면을 보이는 고려후기 탑으로 추정된다.
조각수법에서 우수하거나 세련된 감은 없으나, 지붕돌의 표현이나 몸체부에서 나타난 단아함 등은 전남지방의 다른 탑에서 볼 수 없는 특징이다.

## 참고 자료
- 나주송제리오층석탑 - 국가유산청 국가유산포털